# Pěchotní otočná kulometná věž M/OR
Pěchotní otočná kulometná věž M/OR byl plánovaný stropní pancéřový prvek československého opevnění. Jednalo se o jeden ze základních zbraňových systémů opevnění, který měl umožnit kruhovou palbu kulometů z pěchotních srubů. Osazena měla být v objektech MO-S 1, MO-S 16, MO-S 23, MO-S 32, MO-S 37, K-S 10, K-S 18, K-S 40, T-S 46 a T-S 72.
Do mobilisace se bohužel nepodařilo vyrobit a osadit jedinou věž. Až počátkem listopadu 1938 byl jeden kompletní prototyp připraven k vyzkoušení. Ostatních sedm kusů se nacházelo v různém stupni rozpracovanosti. Po válce se nacházel v železničním skladu v Pardubicích jeden komplet M/OR věže, bohužel jej potkal stejný osud jako jiné vybavení opevnění a v 60. letech skončil v hutích.

## Vývoj
Vojenský technický a letecký ústav vypracoval v roce 1935 koncepci pro konstrukci otočné kulometné věže, kterou zadal ŘOP Vítkovickému a hutnímu těžířstvu a Škodovým závodům v Plzni. Původní koncepce počítala s několika stupni odolnosti věže a s jejím vysouváním. V roce 1937 došlo i ke zrušení požadavku na vysouvání věže. Dne 23.9 1937 byla přijata nabídka VHHT na konstrukci věže. Součásti dokumentace byl i popis vnitřního vybavení, které měla vyrobit Československá zbrojovka Brno. ŘOP objednal u VHHT 26.11. 1937 celkem 8 věží OR za celkovou částku 10 672 000 korun a dále u brněnské zbrojovky 8 vnitřních zařízení za celkovou částku 1 170 804 korun.

## Popis věže
Věž se skládala ze dvou hlavních částí, samotné otočné části a dvoudílného předpancíře. Otáčení věže bylo elektrické, ovládané přímo střelcem kulometu pomocí nožních pedálů.V nouzi bylo možné použít otáčení ruční a to buď přímo z kopule nebo z prostoru pod věží. Hmotnost kompletní věže včetně předpancíře a vnitřního vybavení dosahovala 150 tun.

## Výzbroj
Výzbroj věže tvořilo dvojče těžkých kulometů vz. 37 umístěné v lafetě DZ 20, která byla konstrukčně podobná lafetě pro střílnu pod betonem. (Kódové označení M v názvu označovalo kulometné dvojče.) Lafeta umožňovala náměr +25/-15°a individuální odměr oproti věži +/- 5°. V nouzi bylo možné lafetu přemístit do druhé, pomocné, střílny věže otočené o 90˚.